# Magnolia fujianensis
Magnolia fujianensis este o specie de plante din genul Magnolia, familia Magnoliaceae. A fost descrisă pentru prima dată de Qing Fang Zheng, și a primit numele actual de la Richard B. Figlar. Conform Catalogue of Life specia Magnolia fujianensis nu are subspecii cunoscute.